# 비바 그린
비바 그린(Viva Green) 또는 돈 밀스-맥코완-코넬 노선은 캐나다 온타리오주 토론토 북부에 있는 요크 지역의 비바 간선 급행 버스 노선이다. 이 노선은 2005년 10월 16일에 개통하였다.

## 노선 정보
비바 그린 노선은 러시 아워에만 운행하며 총 11개의 정류장이 있다. 고 트랜싯의 유니온빌 역으로 가려면, 비바 핑크 또는 비바 그린을 타고 엔터프라이즈 정류장에서 내려 역으로 걸어가거나, 비바 핑크를 타고 유니온빌 역으로 가면 된다.
배차 간격은 18분이다. 초기 계획 시의 배차 시간은 15분으로, 비바의 '시간표 필요 없는 버스'라는 타이틀에 맞게 자주 운행되었으나, 2011년 가을 개편으로
인해 배차시간이 늘어 났다.

### 정류장
비바 그린의 정류장은 남쪽에서부터 다음과 같다.
| 이름          | 이름          | 개통일           | 도시              | 환승편               |
| ------------- | ------------- | ---------------- | ----------------- | -------------------- |
| 비바 그린     |               |                  |                   |                      |
| 돈밀스 역     | 돈밀스 역     | 2005년 10월 16일 | 온타리오주 토론토 | 셰퍼드 선 (돈밀스)   |
| 세네카 힐     |               | 2005년 10월 16일 | 온타리오주 토론토 |                      |
| 맥니콜        |               | 2005년 10월 16일 | 온타리오주 토론토 |                      |
| 에스나-스틸즈 | 에스나-스틸즈 | 2005년 10월 16일 | 온타리오주 마컴   |                      |
| 데니슨        |               | 2005년 10월 16일 | 온타리오주 마컴   |                      |
| 14번가        |               | 2005년 10월 16일 | 온타리오주 마컴   |                      |
| 워든          | 워든          | 2005년 11월 20일 | 온타리오주 마컴   | 비바 퍼플, 비바 핑크 |
| 포스트 로드   | 포스트 로드   | 2017년 7월 2일   | 온타리오주 마컴   | 비바 퍼플, 비바 핑크 |
| 엔터프라이즈  | 엔터프라이즈  | 2005년 11월 20일 | 온타리오주 마컴   | 비바 퍼플, 비바 핑크 |
| 케네디        | 케네디        | 2005년 11월 20일 | 온타리오주 마컴   | 비바 퍼플            |
| 벌락          | 벌락          | 2005년 11월 20일 | 온타리오주 마컴   | 비바 퍼플            |
| 맥코완        | 맥코완        | 2005년 11월 20일 | 온타리오주 마컴   | 비바 퍼플            |

- 스틸즈 애비뉴 남쪽에 있는 비바 정류장

## 같이 보기
- 요크 지역 교통
- 비바
- 비바 블루
- 비바 오렌지
- 비바 퍼플
- 비바 핑크